# Planaise
Planaise é uma comuna francesa na região administrativa de Auvérnia-Ródano-Alpes, no departamento de Saboia. Estende-se por uma área de 4,16 km². Em 2010 a comuna tinha 559 habitantes (densidade: 134,4 hab./km²).